# Michel André (avocat)
Pour les articles homonymes, voir Michel André et André.
 (juin 2015).
Si vous disposez d'ouvrages ou d'articles de référence ou si vous connaissez des sites web de qualité traitant du thème abordé ici, merci de compléter l'article en donnant les références utiles à sa vérifiabilité et en les liant à la section « Notes et références ».
 (août 2021).
Michel ANDRÉ né le 13 mai 1976, plus connu sous le  nom de « André Michel », est avocat de profession, membre du barreau de Port-au-Prince (Haïti) et professeur de Droits Humains à l’université.

## Biographie

### Origines
Michel André, est né le 13 mai 1976 à Jacmel (La Montagne), Haïti.

### Études
Michel André a fait des études de sciences politiques à l’Institut Supérieur des Sciences Économiques, Politiques et des études en Sciences juridiques et en Criminologie à l’université d’État d’Haïti.

### Carrière
Avocat, il a aussi un statut de défenseur de Droits Humains. En 2006, Michel André agé de 29 ans, était porte-parole d’Evans Paul, candidat à la présidence de son parti. En 2010, il est très visible aux côtés de Madame Mirlande H. Manigat dont il est porte-parole pendant la campagne.

### Vie politique
Michel André est considéré comme l'une des figures de l’opposition politique face au feu Président Jovenel Moïse.
Après l'assassinat du président Jovenel, il s'est retrouvé aux cotés d'Ariel Henry à tirer toutes les ficelles pour en tirer le maximum de profit de ce gouvernement. Il est indexé d'être de connivence avec les gangs armés. Il est passé de l'avocat du peuple sous Martelly à l'ennemi juré du peuple sous Ariel Henry. Il s'est fait tabasser lors d'une soirée à Pétion ville. Lors des funérailles de Liliane Pierre Paul il a failli se faire lyncher par un groupe déçu de son comportement mercantile. L'histoire retiendra de cet homme l'image d'un corrompu qui n'a pas hésité à vendre son âme pour de l'argent. Il est à noter que pendant qu'il bloquait le pays en empêchant les enfants d'aller à l'école ses enfants à lui font leurs études à l'étranger. André Michel est l'une des causes de la situation actuelle du pays.